# Apamama Puma (Clara Santi Simbaña)
Apamama Puma (Luz Clara Santi Simbaña), nació el 29 de julio de  1929 en Pindo Grande, Puyo. Fue una de las lideresas indígenas del Ecuador. considerada a sí misma como la mujer puma es reconocida por su aporte en la preservación cultural ancestral en la ciudad del Puyo y distinguida como fundadora de la ciudad actual.

## Reseña biográfica
Su padre fue el curaca Virgilio Santi oriundo de Mendez y su madre Catalina Antonia Simbaña (mujer kichwa de Arajuno). Vivió su niñez en compañía de sus familiares, realizando principalmente actividades domésticas y viviendo en una choza construida de chonta. En su infancia, Clara Santi vivió en una pequeña aldea del Puyo y acompañaba a sus padres frecuentemente a caminatas periódicas en asentamientos dispersos a lo largo de los ríos Conambo, Curaray y Cotopaza.
Según los relatos en su biografía, su padre Virgilio Santi, consiguió poderes chamánicos que fueron incrementando través de sus viajes y experiencia en tratamientos con plantas medicinales. Es de esta manera que Clara aprendió, escuchando de su música y sus historias cuando era un shaman fuerte e incorporó su conocimiento de mundos lejanos en su ambiente y experiencias diarias. De su madre Catalina, su abuela y la madre de su cuñada, Clara aprendió del arte de la cerámica y la herencia de las canciones compuestas por mujeres.
Se casó a los 12 años con José Abraham Chango y tuvo 18 hijos, de los cuales 9 fallecieron y los demás la acompañaron en su lucha. Todos sus 18 partos, incluidos los abortos los realizó en su casa sola, con su propio esfuerzo gracias a las enseñanzas de las mujeres nativas. La familia Chango Santi mantenía un estilo tradicional de vida donde cazaban y cultivaban sus alimentos.
Las habilidades creativas de Apamama Puma se basan en la historia, mitología, seres naturales y sobrenaturales, y en sus experiencias en la selva amazónica. A partir de ello, todas sus obras de cerámica se han tratado sobre la vida contemporánea y su relación con la naturaleza y sus creencias. La familia Chango Santi con el paso de los años empezó a convivir con misioneros y familias de los primeros colonos, participando de sus actividades y programas de la zona.
Clara fue testigo de la transformación del Puyo, desde un caserío indígena hasta un asentamiento de colonos. En un principio, Clara Santi experimentó el dolor de la burla de los recién llegados de su pueblo al ser analfabeta, y al sentir el rechazo de los colonos, estas primeras impresiones luego surgieron en sus expresiones cerámicas. A los 50 años, Clara Santi aprendió español como su segunda lengua. Luego, se trasladaron a la comuna de San Jacinto del Pindo y en 1988 retornaron a Puyo para tomar posesión de tierras pertenecientes a la misión dominicana.

## Aporte social
Existían problemas territoriales, de infraestructura y recursos básicos en la zona Amazónica durante el gobierno de Rodrigo Borja  (1988- 1992) que no eran solventados por el gobierno. Esto sería una razón para que Clara junto con diferentes representantes indígenas de siete provincias del Ecuador se enfrentaron a los distintos obstáculos del primer Gran Levantamiento Indígena para exigir el derecho a la propiedad privada nativa ecuatoriana.
Durante las protestas de junio de 1990, el pueblo indígena representado por la CONAIE demandó al presidente Rodrigo Borja Cevallos la entrega de tierras para las comunidades indígenas amazónicas.
Clara Santi se destacó por ser una mujer defensora de la cultura, costumbres y tradiciones de su pueblo kichwa, siendo artesana, partera, activista, matriarca, intérprete y participante en reuniones de congresos, concentraciones y marchas organizadas por la comunidad indígena en Pastaza (OPIP) como la que se realizó desde Puyo hacia Quito en 1992. Clara junto con Denise Curipallo (un maestro alfarero) fueron participantes activos en La Caminata, la Macha por la Tierra y la Vida de 1992.
En la caminata de 1992, la presencia de Clara se hizo evidente al llegar a Quito junto con miles de manifestantes que se reunieron en la Plaza de San Francisco, en el centro colonial, donde el presidente Rodrigo Borja invitó a los líderes indígenas para conversar con él. Entre ellos, se encontraba Clara Santi que tomó del brazo al presidente y hablando en español y quichua fue mediadora entre las comunidades y el gobierno. Una fotografía de este suceso fue publicada en la portada del diario Hoy el 24 de abril de 1992.

## Reconocimientos
Clara fue una de las lideresas del levantamiento indígena de 1992 por la Organización de Pueblos Indígenas de Pastaza (OPIP), donde impulsó a miles de miembros de comunidades indígenas a luchar por la cultura, libertad y reivindicar los derechos de su comunidad que se movilizaron hasta la capital del país en busca de sus objetivos y necesidades como parte de su reivindicación en la sociedad ecuatoriana. Aquí lograrían el reconocimiento de miles de hectáreas a favor de los pueblos Kichwa y Shiwia.
Actualmente, es reconocida por ser la matriarca y guardiana de la sabiduría ancestral del Ecuador.
Igualmente, en el 2006, Clara Santi sería una de las representes de la comunidad amazónica para personificar las necesidades y exigencias de los indígenas en lo que respecta al abastecimiento interno en Ecuador, rechazando así la firma del Tratada de Libre Comercio (TLC), la presencia de los militares estadounidenses en Ecuador y exigir la expulsión de la Compañía Oxxo respaldando con el sí a la Asamblea Constituyente.
Después de estos episodios históricos, Clara jamás abandonó la defensa por la Pachamama, la cultura y la lengua ancestral kichwa. Por ende, es recordada en el Puyo y en todo el Ecuador como la Apamama Puma, una de las lideresas más valerosas de la historia ecuatoriana cuyo legado es recordado gracias a la memoria de sus hijos que han luchado por mantener los principios y creencias que fueron inculcados por ella. En la comuna de San Jacinto, Luz Santi fue la figura de mayor jerarquía y sabiduría dentro del consejo de líderes.
Clara Santi junto con su hermano Marcelo Santi y como miembros de la Comuna San Jacinto del Pindo en 1972 y 1973, se encargaron de educar e informar a personas exteriores a ellos sobre su cultura y comunidad a través de las exhibiciones culturales que se estaban dando en el Museo del Banco Central del Ecuador y donde muchas piezas de arte y cerámica fueron expuestas. Clara Santi Simbaña específicamente contó sobre cómo experimentó turbulencia en su vida durante el periodo de la exploración del petróleo y gobierno militar ecuatoriano donde su esposo y varios de sus hijos y hermanos tuvieron que trabajar para las compañías de exploración petrolera mediante una canción que ella compuso y una obra de cerámica en donde expresó cómo se sentía “atrapada” por los jefes petroleros de aquella época.
Fue reconocida como la Abuela Puma por su pintura facial hecha a base de wituk. Sus diseños faciales estaban inspirados en el puma de la selva amazónica. Es recordada como un personaje histórico de la Nacionalidad Kichwa de Pastaza de la comuna San Jacinto de Pindo.
En el año 2015, Clara recibió un reconocimiento por parte del GAD del Cantón de Pastaza por su aporte invaluable a las costumbres, cultura y tradiciones ancestrales de este cantón